# Jacobus Goedhardus Borgesius (1844-1915)
Jacobus Goedhardus Borgesius (Rolde, 9 april 1844 - Exloo, 9 oktober 1915) was een Nederlandse burgemeester.

## Leven en werk
Borgesius werd in 1844 geboren als zoon van de predikant Eltje Jacob Borgesius en van Roelina Homan. Hij was van 1874 tot zijn overlijden in 1915 burgemeester  van de voormalige gemeente Odoorn. Tot 1912 was hij ook gemeentesecretaris en raadslid van deze gemeente. Hij was lid van de Liberale Unie. De combinatie burgemeester en gemeentesecretaris was niet ongebruikelijk, wel de combinatie met het raadslidmaatschap. Vanwege gezondheidsredenen stopte Borgesius in 1912 met zijn functie als gemeentesecretaris. Hij werd in deze functie opgevolgd door Albert Vriend, die hem in december 1915 ook als burgemeester zou opvolgen. Borgesius werd in 1907, ter gelegenheid van het bezoek van Koningin Wilhelmina aan Zuid- en Midden-Drenthe, benoemd tot ridder in de Orde van Oranje-Nassau.
Borgesius was op 30 november 1880 te Groningen gehuwd met Geertruida Hemmina Cornelia Lieftinck, dochter van de Odoornse predikant Jan Wolter Lieftinck en Hemmina Uilkens. Hij overleed in oktober 1915 op 71-jarige leeftijd in zijn woonplaats Exloo.